# Kepler-58 c
 (mai 2025).
Kepler-58 c est une exoplanète de type Jupiter tiède en orbite autour de la son étoile hôte Kepler-58, située à environ 3 161,27 années-lumière de la Terre.

## Caractéristiques physiques
L'exoplanète se distingue par sa masse modérée de 0,17 MJ, son rayon compact de 0,26 RJ et sa température élevée de 799 K.

## Orbite
Elle orbite à 0,12  unité astronomique de son étoile, une distance comparable à celle de Vénus dans le système solaire.

## Découverte
L'exoplanète a été découverte par la méthode des transits en 2012.

## Habitabilité
Les conditions d'habitabilité de cette exoplanète ne sont pas déterminées ou ne sont pas connues.